# Estación de La Coronada-Argallón
La Coronada-Argallón fue una estación ferroviaria situada en el municipio español de Fuente Obejuna en la provincia de Córdoba, comunidad autónoma de Andalucía. 
La estación se encuentra a 5 y 11 kilómetros respectivamente de las pedanías melarienses que le dan nombre. Posiblemente, su función principal no era el transporte de viajeros sino de mercancías.

## Situación ferroviaria
La estación se encontraba situada en el punto kilométrico 24,125 de la línea férrea de vía estrecha (1000 mm) Peñarroya a Puertollano, entre las estaciones de La Granja de Torrehermosa y de Fuente Obejuna. El tramo está desmantelado desde el cierre de la línea el 1 de agosto de 1970.
A escasos 700 metros de la estación, se encuentra semiderruido un antiguo cargadero de mineral que, utilizando un teleférico, traía el producto desde una mina cercana. En él se adivinan los restos de un andén y de los edificios ferroviarios que conformaban el complejo.

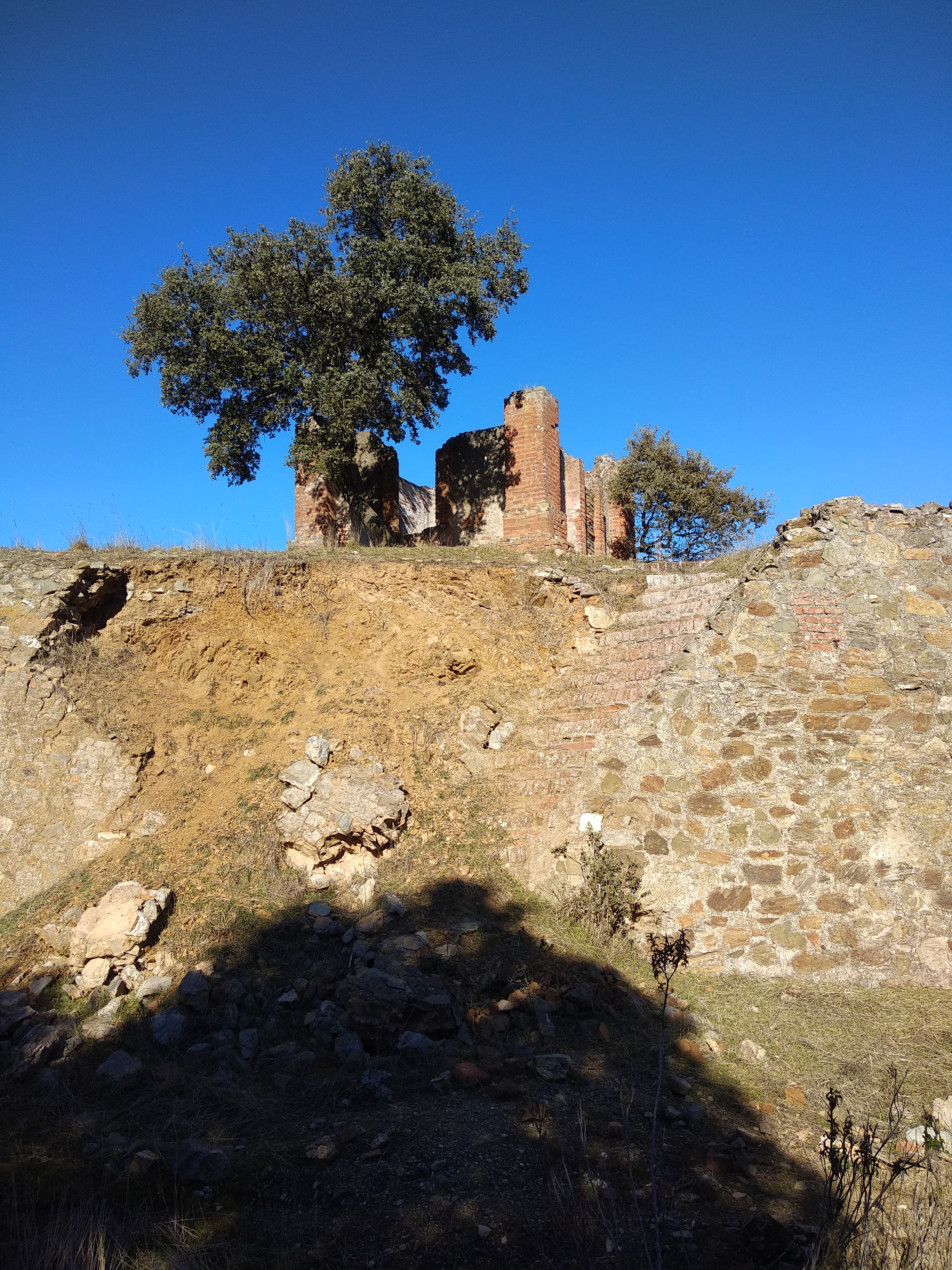
Cargadero de mineral

## Historia
La estación fue abierta al tráfico el 23 de junio de 1895 con la puesta en marcha del tramo Peñarroya-Pueblonuevo a Fuente del Arco de la línea que pretendía unir Fuente del Arco con Puertollano.
Las obras y la explotación inicial de la concesión corrieron a cargo de la Sociedad Minera y Metalúrgica de Peñarroya (SMMP). En el año 1924 pasó a ser explotada por la Compañía de los Ferrocarriles de Peñarroya y Puertollano. En 1956 pasó a formar parte del Estado y se incorporaron automotores diésel que sustituyeron al vapor. La estación era diariamente atravesada por trenes de correos y mercancías. El 1 de agosto de 1970 la línea se clausuró al no ser rentable para el Estado. 

## Actualidad
En la actualidad, el edificio de la estación y otros muchos cercanos están en estado de abandono. Algunos de ellos han sido tapiados por seguridad, mientras que otros han sido reutilizados como redil para ganado ovino. La vía, por su parte, ha sido desmantelada y está invadida por la vegetación, aunque conserva algunos tramos con gran cantidad del balasto original.
Con vistas a la recuperación del patrimonio ferroviario, existen asociaciones como La Maquinilla que desarrollan labores de puesta en valor y concienciación con la intención final de que la línea sea adaptada como Vía Verde.